# Santuário Nossa Senhora dos Prazeres e Divina Misericórdia
O Santuário Nossa Senhora dos Prazeres e Divina Misericórdia, localizado no município de Itapecerica da Serra, no estado de São Paulo, compõe o conjunto de igrejas da Comunidade Católica.

## História do Brasil através do Santuário Nossa Senhora dos Prazeres

### História do Brasil na Formação da Igreja Católica
Com o descobrimento do Brasil em 1500 por Portugal, o Brasil se tornou colônia de Portugal. No primeiro momento Portugal envia os jesuítas para catequizar os índios nativos.
Temos desde período dois importantes jesuítas que muito contribuíram com essa missão. São eles:
- José de Anchieta, que em 1554 fundou o colégio em pleno planalto Paulista.

- Padre Antônio Vieira, que chegou ao estado da Bahia com sete anos e em 1623 entrou na Companhia de Jesus.

Ambos trabalharam duramente na divulgação da causa religiosa e incentivaram a expansão das igrejas agregando a ela o dever de guiar o amadurecimento e crescimento do ato de viver em comunidade.
No segundo momento de nossa história, em meados de 1642 o governo de Lisboa, a fim de promover uma exploração racional da sua colônia, até então, o Brasil, criou o Conselho Ultra Marino. Este projeto trouxe ao Brasil outra importante figura: o Bandeirante.
Os Bandeirantes tinham o objetivo de conhecer os recursos da colônia para futura exploração. O trabalho dos Bandeirantes reduziu as missões que os jesuítas vinham fazendo com os índios, devido a necessidade de escravos para ser mão-de-obra nesta exploração, ato que a Igreja era contra.
Em contra partida, os Bandeirantes partiram das bordas das cidades do sudeste em direção a todo o restante do Brasil. As riquezas minerais deram impulso ao novo pólo dinâmico organizado em função da prospecção, extração e comercialização dos metais preciosos. Itensificou-se também o tráfico de escravos. Pouco a pouco, a sociedade se tornou mais complexa e diversificada, com a formação de novos grupos sociais.
Desde estes tempos, um fato que aconteceu com a maioria dos municípios do Brasil é seu crescimento ao redor de uma igreja, que marcou o surgimento de povo que passa a viver em comunidade.

## História do Santuário Nossa Senhora dos Prazeres

### História religiosa do Santuário
Segundo a tradição, consta que os primeiros padres jesuítas que para o local se dirigiram, não se conformando com a topografia do terreno onde existia o aldeamento indígena – no alto de uma colina – onde fora construída uma capela, pretenderam mudá-la para um local mais conveniente e construíram uma capela a pouco mais de um quilometro do antigo local, para onde foi transferida a imagem de Nossa Senhora dos Prazeres, padroeira da aldeia.
Aconteceu, porém, que a imagem da padroeira, certa manhã, encontrava-se novamente no altar da antiga capela e, para justificar o mistério da mudança, os indígenas informaram aos jesuítas que a santa, não podendo acostumar-se com a nova residência, havia voltado para a velha capela.
Assim, os jesuítas construíram outra capela com paredes de terra socada (taipa), no lugar denominado Pinhal, pouco mais de um quilômetro da aldeia e situada ao pé da mesma, para onde foi transferida a imagem da padroeira da aldeia. Conservou a implantação do sítio em acrópole e o largo com o qual se defronta a atual igreja, edificada no mesmo local da antiga capela de Nossa Senhora dos Prazeres. Afora a sua localização, não tem nada a ver com a capela construída pelos jesuítas no início do aldeamento. A construção da edificação atual iniciou-se em meados do século XIX, sobre os escombros de uma capela colonial feita em taipa, tendo sido finalizada por volta de 1888. Posteriormente, ela foi reformada diversas vezes. E em 20 de fevereiro de 2001, foi decretado pela Diocese de Campo Limpo a evolução da paróquia como Santuário.

### Devoção a Nossa Senhora dos Prazeres
A devoção a Nossa Senhora dos Prazeres teve início em Portugal por volta do ano de 1590.  Conta-se que uma imagem da Virgem apareceu sobre uma fonte em Alcântara, na quinta dos condes da Ilha. Pessoas que iam à fonte para beber água conseguiram curas milagrosas, que logo passaram a ser conhecidas na região.
Os condes proprietários da fonte decidiram, então, levar a imagem para dentro de casa, mas logo depois a imagem desapareceu até que foi encontrada sobre um poço. Uma menina que foi ao poço beber água aproximou-se da imagem e, então, Nossa Senhora se manifestou e pediu que os habitantes do local construíssem ali uma igreja e que ela devia ser invocada como Nossa Senhora dos Prazeres.
A menina relatou o fato com tamanha seriedade que o povo não duvidou de seu depoimento.  Então, foi construída a igreja que logo se tornou um local de peregrinação e onde há o relato de muitas graças alcançadas.
Nossa Senhora dos Prazeres é a mesma Nossa Senhora das Sete Alegrias. A disseminação de sua devoção é de origem franciscana, isto porque os prazeres, ou alegrias, de Nossa Senhora foram escritos por um franciscano. São eles: a Anunciação, a saudação de Isabel, o Nascimento de Jesus, a visitação dos Reis Magos, o encontro com Jesus no Templo quando ele conversava com os doutores da Lei, a aparição de Jesus Ressuscitado e a coroação de Maria no céu.

### Relíquia de São João Paulo II
O Santuário Nossa Senhora dos Prazeres e da Divina Misericórdia recebeu em 13 de agosto de 2014 a relíquia de 1º grau de São João Paulo II que possui alguns de seus fios de cabelo, esta que só está presente em apenas três locais do Brasil, contando com Itapecerica da Serra.
Em uma entrevista dada ao portal Itapecericanet, Padre Alberto Gambarini diz que “essa relíquia é dada para lugares que possuem uma relação com João Paulo II, ou por ter uma igreja em sua homenagem, ou no nosso caso por causa da Divina misericórdia” o que explica o fato do Santuário ter sido contemplado com tal presente.
Futuramente, o relicário ficará exposto permanentemente dentro do Santuário, próximo a capela do Santíssimo e “o local receberá adequação necessária para que todos os visitantes possam ver a relíquia de perto” além de um sistema de segurança para manter a integridade do mesmo.

### Localização do Santuário
O Santuário Nossa Senhora dos Prazeres fica no Município de Itapecerica da Serra, está edificada sobre uma colina de formação rochosa, a qual deu origem ao nome da cidade (língua guarani: ita = pedra e pecerica = lisa, escorregadia).
Distante 33 km da cidade de São Paulo e situada a uma altitude de 920 metros acima do nível do mar, ocupa uma área de 151,8 km². Tem ao norte o município de Embu, a Leste São Paulo (limitando-se com o bairro de Santo Amaro), a sul Embu-Guaçu e São Lourenço da Serra e ao oeste Cotia.

## Rotina do Santuário
No santuário ocorrem missas de terça a domingo em horários diversos. Há também na primeira sexta feira de cada mês uma missa dedicada ao Sagrado Coração de Jesus. O santuário realiza o terço, confissões, casamentos e possui um Grupo de Orações que se reúne às quartas feiras.
No seu calendário há também um famoso evento chamado Louvor Encontro com Cristo, que ocorre duas vezes ao ano. Este louvor é realizado no início da Quaresma e no mês de setembro, quando se comemora o aniversário do Programa Encontro com Cristo. O programa Encontro com Cristo é um programa disponível na rede televisiva, cuja missão é levar o evangelho para as pessoas que o assistem.
No Santuário Nossa Senhora dos Prazeres também há uma livraria com uma enorme gama de livros religiosos, muitos deles do Padre Alberto Gambarini.
Duas importantes festas que movem pessoas de diversos lugares para Itapecerica da Serra são: Festa de Corpus Christi; que tem grande reconhecimento pelo majestoso trabalho de tapetes de pó de serra confeccionadas pelas ruas do município; e a festa da Divina Misericórdia.

### Festa de Corpus Christi
A festa de Corpus Christi é tradicionalmente comemorada em todo o Brasil, e em Itapecerica da Serra tem uma grande importância desde os tempos coloniais, já que foi trazida pelos portugueses.
Essa festa se dá por meio de uma procissão que segue um percurso de tapetes feitos artesanalmente de pedras coloridas, serragem de diversas cores, pétalas de flores e outros materiais pela comunidade local, por onde o Santíssimo Sacramento passa por cima acompanhado pela população nas ruas centrais da cidade e no entorno do Santuário, enquanto entoam cantos litúrgicos.
No caso de Itapecerica, nos últimos 30 anos os tapetes vem tendo cada vez mais destaque na mídia, por conta dos seus belíssimos trabalhos artísticos e extensão dos mesmos, o que favorece não apenas a espiritualidade dos fiéis, mas também o turismo, e consequentemente, a economia da cidade que conta com o apoio da Prefeitura para a sua execução.

### Festa da Divina Misericórdia
A festa da Divina Misericórdia surgiu em Portugal por meio de uma promessa da rainha D. Isabel e foi trazida ao Brasil no século XVI, mas foi instituído oficialmente em 30 de abril de 2000 pelo Papa João Paulo II que, com base nas revelações da Irmã Faustina Kowalska (beatificada nesse mesmo dia), decretou que o primeiro domingo após a Páscoa seria chamado Domingo da Divina Misericórdia.
Nos anos iniciais da chegada dessa festa ao Brasil, tinha base na tradição portuguesa em que se escolhia uma pessoa para presidir o cortejo que gozava de direitos majestáticos. Era precedida por novena e ladainha e procissão de bandeiras, além de quermesse na praça. Porém, “após a década de 1980 não há mais registros da ocorrência da festa do Divino em Itapecerica, não sendo possível, no momento precisar o que provocou o desaparecimento da celebração.”
Contudo, no século XIX, após aparições e revelações de Jesus à Irmã Faustina, ela passou a registrá-las em cadernos que reunidos em um só volume forma o conhecido “Diário de Santa Faustina”. Esta festa deve ser, pelas palavras de Cristo à religiosa polonesa, “um refúgio e abrigo para todas as almas, especialmente para os pecadores” (Diário 699), pois “as almas se perdem, apesar da Minha amarga Paixão.
Nesse dia, da Festa da Divina Misericórdia, as almas alcançarão o perdão de suas faltas e dos castigos, pois “estão abertas as entranhas da Minha misericórdia. Derramo todo um mar de graças sobre as almas que se aproximam da fonte da Minha misericórdia. (...) Que nenhuma alma tenha medo de se aproximar de Mim, ainda que seus pecados sejam como o escarlate” (Diário 699).
Como meio de resgatar essa tradição foi criado e promulgado um projeto de lei que incluiu a Festa da Divina Misericórdia no Calendário Anual de Eventos do Município de Itapecerica da Serra no bairro de Itaquaciara (Lei Nº 2207, de 12/09/2011).